# Neverender
Singles de Justice
One Night/All Night
(2024)
Neverender est une chanson du groupe de musique électronique français Justice, ayant en featuring Tame Impala et publiée en tant que single le 27 septembre 2024. Il s'agit de la première piste du quatrième album du groupe, Hyperdrama, publié en avril 2024.
Le morceau est accompagné d'une lyric video puis d'un clip vidéo créé par le studio d'animation japonais Cekai, inspiré de l'esthétique de plusieurs anime. Un EP contenant plusieurs remixes le lendemain de la sortie du clip, le 27 septembre 2024. Le morceau connaît un fort succès critique, remportant le Grammy Award du meilleur enregistrement dance à la 67e cérémonie des Grammy Awards.

## Création
Dans une interview pour Mix With the Masters, le duo explique  avoir voulu collaborer depuis la fin des années 2000 avec Kevin Parker, le multi-instrumentaliste australien derrière le projet Tame Impala. Xavier de Rosnay y explique notamment que « ça fait au moins 12, 13, 14 ans qu’on se dit que ça pourrait être naturel de faire quelque chose avec lui au chant »,. Celui-ci apparaîtra également sur un autre morceau de l'album, One Night/All Night.
Le morceau utilise également l'outil de correction de timbre Melodyne (en), qui donne selon le duo « une texture très numérique et futuriste » au morceau.

## Clips vidéo
Une lyric video accompagnant le morceau est publié le jour de la sortie de l'album, le 26 avril 2024. Celle-ci est réalisée par Léo Pouliquen et montre les paroles de la chanson sur un oscilloscope.
Le 26 septembre de la même année sort un second clip vidéo animé, réalisée par l'animateur japonais Masonobu Hiraoka et le studio d'animation Cekai. Le groupe explique ceci dans un communiqué accompagnant le clip :

« Nous avons d'abord été inspirés par les génériques des animes des années 80 avec lesquels nous avons grandi, ce qui a donné le ton visuel du clip. À partir de là, d'autres images marquantes de notre adolescence sont venues s’ajouter. Que ce soit les œuvres de Moebius, l’art psychédélique, les bandes dessinées ou les affiches de films emblématiques qui nous fascinaient, le style de Masanobu les a tous absorbés et unifiés,. »

## Sortie et réception
Neverender est dévoilé pour la première fois le 12 avril 2024, lors de l'un des deux concerts de Justice ayant eu lieu pendant l'édition 2024 (en) du festival Coachella. Le morceau est dévoilé officiellement lors de la sortie de l'album le 26 avril. Le 27 septembre 2024 sort un EP contenant plusieurs variations de Neverender, dont un Radio edit, une version plus longue du morceau et deux remixes composés par les DJs Kaytranada et Rampa (en).

### Réception critique
Neverender a été bien accueilli par la critique. Tom Breihan de Stereogum a par exemple écrit que le morceau est « un voyage étonnamment doux », le considérant comme étant « plus décousu et planant » que One Night/All Night. Philip Sherburne de Pitchfork décrit le morceau comme étant « Kevin Parker flottant au-dessus d'un somptueux lit de notes palpitantes », et affirme que le morceau contient des « claps et cymbales si cristallins qu'il pourraient être des joyaux dans une vitrine ».

## Distinctions
Le 2 février 2025, Neverender remporte le Grammy Award du meilleur enregistrement dance lors de la 67e cérémonie des Grammy Awards. Il s'agit de la troisième fois que Justice remporte un Grammy Award, après en avoir gagné en 2009 pour leur remix d'Electric Feel (en) et en 2019 pour leur album Woman Worldwide.
Neverender est aussi nommé pour la Victoire de la création audiovisuelle lors de la 40e cérémonie des Victoires de la musique, mais perd en faveur de la série documentaire consacrée à DJ Mehdi, DJ Mehdi : Made in France. Pour l'occasion le groupe dévoile un mashup de Neverender et de leur autre titre phare D.A.N.C.E. interprété par l'orchestre et le chœur de la maîtrise de Fontainebleau.

## Liste des pistes
| Pistes de l'EP Neverender (Remixes) | Pistes de l'EP Neverender (Remixes) | Pistes de l'EP Neverender (Remixes) | Pistes de l'EP Neverender (Remixes) | Pistes de l'EP Neverender (Remixes) | Pistes de l'EP Neverender (Remixes) | Pistes de l'EP Neverender (Remixes) | Pistes de l'EP Neverender (Remixes) | Pistes de l'EP Neverender (Remixes) | Pistes de l'EP Neverender (Remixes) |
| No                                  | Titre                               | Durée                               |                                     |                                     |                                     |                                     |                                     |                                     |                                     |
| ----------------------------------- | ----------------------------------- | ----------------------------------- | ----------------------------------- | ----------------------------------- | ----------------------------------- | ----------------------------------- | ----------------------------------- | ----------------------------------- | ----------------------------------- |
| 1.                                  | Neverender                          | 4:26                                |                                     |                                     |                                     |                                     |                                     |                                     |                                     |
| 2.                                  | Neverender (Radio Edit)             | 3:39                                |                                     |                                     |                                     |                                     |                                     |                                     |                                     |
| 3.                                  | Neverender (Extended)               | 6:43                                |                                     |                                     |                                     |                                     |                                     |                                     |                                     |
| 4.                                  | Neverender (Kaytranada Remix)       | 4:45                                |                                     |                                     |                                     |                                     |                                     |                                     |                                     |
| 5.                                  | Neverender (Rampa Remix)            | 6:24                                |                                     |                                     |                                     |                                     |                                     |                                     |                                     |
| 25:59                               |                                     |                                     |                                     |                                     |                                     |                                     |                                     |                                     |                                     |